# Kem anh đào
Kem anh đào là một hương vị kem phổ biến, được làm bằng cách sử dụng các thành phần kem thông thường và trái anh đào. Các loại anh đào và anh đào giống được sử dụng. Ở Hoa Kỳ, nơi hương vị kem này rất phổ biến, nó đã được sản xuất hàng loạt muộn nhất từ năm 1917.

## Tổng quan
Kem anh đào là một hương vị kem phổ biến ở Hoa Kỳ bao gồm các thành phần kem và anh đào. Trộn hoặc thái lát hoặc băm nhỏ anh đào để sử dụng, và nước ép trái anh đào đôi khi được dùng như một thành phần. Các chiết xuất anh đào và dầu anh đào cũng được sử dụng làm nguyên liệu. Nhiều giống anh đào khác nhau được sử dụng, chẳng hạn như anh đào đen, anh đào bing và anh đào chua. Anh đào Maraschino cũng được sử dụng. Gelato dây tây cũng đã được dùng chế biến, kem có thể được chế biến dưới dạng kem mềm. Sô cô la đôi khi được sử dụng như một thành phần trong kem anh đào.